# Rdeči gardist
Rdeči gardist je literarno delo - tekst Miška Kranjca. Izšel je leta 1964 pri Pomurski založbi v Murski Soboti. Drugi zvezek obsega 455 strani in 176.000 besed. Po romanu je bila ustvarjena celovečerna televizijska drama.

## Zgodba
Na začetku druge knjige se Štef Prša skriva pred vojsko. Nekega večera se zateče na domačijo, kjer živi Goldensternova Böža. Ta mu izpove svojo ljubezen in ga poljubi. Štefu med celotno zgodbo ponudijo svojo ljubezen kar tri ženske, vendar se ne odloči za nobeno izmed njih. Obišče tudi Korenove ter se želi posloviti od Mankice, kar mu ne uspe. Skupaj z bratoma Nacijem in Vankom se odpravi na pot. Obiskuje ljudi, išče somišljenike in možne borce ter veliko pripoveduje o revoluciji, priključitvi k Jugoslaviji in delitvi zemlje med ljudi. Vojska po domovih išče upornike, ker so le-ti ropali po trgovinah in gostilnah, zlasti židovskih. Anton Horvat - Fenyvessi, nekdanji žandar in trenutni izbranec Mankice, se brez slovesa vrne v svojo domovino na Slovaško. Župnika Kleka izpustijo iz ječe; zdravje se mu slabša, zato preživi nekaj časa v Radgonski bolnišnici, kjer ga obišče Štef. Vilmoš Tkalec, ki je vodil vojsko proti revolucionarjem, se vrne domov brez podpore in denarja za njegovo vojsko. V Sloveniji sprejmejo majsko deklaracijo, general Maister pa se uspešno bojuje na Štajerskem. Po zaslugi svojega strica, dr. Obále, Tkalec postane poveljnik meščanske straže. Joško Kolenc se spreobrnjen vrne v domače mesto k Böži. Revolucije je konec. Tkalec prepriča Kolenca, da se mu pridruži v novi vojski pod njegovim vodstvom. Skupaj skoraj ulovita Štefa, vendar jim ta pobegne. Vojaki za nekaj dni odpeljejo v ječo Böžo in Mankico. Prševi trije bratje pobegnejo. Kasneje jih ujamejo v Varaždinu in skupaj s hrvaško vojsko pod vodstvom generala Jurišića se odpravijo osvobajat svoje Prekmurje. Medmurje je osvobojeno nekaj dni. Kolenc se bojuje v madžarski vojski proti jugoslovanski. Jurišićeva vojska je poražena.